# Eulalia monostachya
Eulalia monostachya är en gräsart som först beskrevs av Benedict Balansa, och fick sitt nu gällande namn av Aimée Antoinette Camus. Eulalia monostachya ingår i släktet Eulalia och familjen gräs. Inga underarter finns listade i Catalogue of Life.